# 1681 en musique classique
| \| • Retour à la chronologie générale de la musique classique • \| |
| Grèce • Rome • Haut Moyen Âge • VIIIe siècle • IXe siècle • Xe siècle • XIe siècle XIIe siècle • XIIIe siècle • XIVe siècle • XVe siècle • XVIe siècle • XVIIe siècle XVIIIe siècle • XIXe siècle • XXe siècle • XXIe siècle |
| • Retour à la chronologie générale de la musique classique • |

| Années en musique classique : 1678 - 1679 - 1680 - 1681 - 1682 - 1683 - 1684    |
| Décennies en musique classique : 1650 - 1660 - 1670 - 1680 - 1690 - 1700 - 1710 |

## Événements
- Alors âgé d'à peine 20 ans, Giacomo Antonio Perti est admis dans la prestigieuse Accademia dei Filarmonici (Académie des Philharmoniques) de Bologne.
- Arcangelo Corelli publie son op. 1, 12 sonates d'église, modèle qui influencera la sonate en trio durant quelques décennies.

## Œuvres
- 16 mai : Le Triomphe de l'amour, opéra de Jean-Baptiste Lully.
- Venus and Adonis, de John Blow.

## Naissances

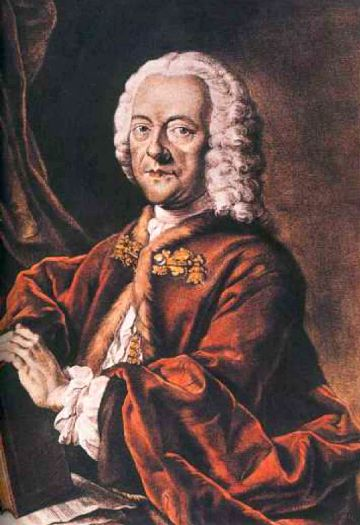
Georg Philipp Telemann

- 20 janvier : Francesco Bartolomeo Conti, compositeur italien († 1732).
- 24 mars : Georg Philipp Telemann, compositeur allemand († 25 juin 1767).
- 11 avril : Anne Danican Philidor, musicien français († 8 octobre 1728).
- 3 août : Jacob Denner,  facteur d'instruments à vent de la famille des bois († 16 août 1735).
- 22 août : Pierre Danican Philidor, compositeur, hautboïste français († 1er septembre 1731).
- 4 septembre : Carl Heinrich Biber, compositeur et violoniste autrichien († 19 novembre 1749).
- 28 septembre : Johann Mattheson, compositeur allemand († 17 avril 1764).
- 14 décembre : Giuseppe Valentini, violoniste, peintre, poète et compositeur italien († 1753).

Date indéterminée :
- François Pétouille, compositeur et maître de chapelle français († 1730).

## Décès
- 22 octobre : Benedetto Ferrari, poète et compositeur italien.

Date indéterminée :
- Francesco Corbetta, guitariste et compositeur italien pour la guitare baroque (° 1615).
- Remigius Schrijver, compositeur et organiste néerlandais.